# Michael Tanzer
Michael Tanzer (* 1. Jänner 1949 in Wien) ist ein österreichischer Rechtswissenschaftler.

## Leben
Nach der Matura am Bundesgymnasium Wien 8 studierte er Rechtswissenschaften an der Universität Wien. Seit 1972 war er Universitätsassistent an der damaligen Lehrkanzel für Finanzrecht bei Gerold Stoll beschäftigt. Er habilitierte sich 1981. 1987 wurde er zum Universitätsprofessor für Finanzrecht ernannt.

## Schriften (Auswahl)
- Die gewinnmindernde Abzugsfähigkeit von Geldstrafen im Abgabenrecht. Eine rechtsvergleichende Untersuchung über die Methoden und Grenzen der steuerlichen Rechtsfindung. Wien 1983, ISBN 3-85368-593-5.
- mit Gerold Stoll: Die Gewinnbesteuerung der Erwerbs- und Wirtschaftsgenossenschaften. Eine Studie zum geltenden Recht und dessen Umgestaltung. Wien 1985, ISBN 3-447-05082-9.
- mit Gerold Stoll: Die Vorbehaltsaufgaben der Wirtschaftstreuhänder gemessen an den Befugnissen der gewerblichen Unternehmensberater und Datenverarbeiter. Wien 1991, ISBN 3-7007-0183-7.
- Recycling im Umsatzsteuerrecht. Eine Untersuchung zu § 3 Abs 10 UStG. Wien 1993, ISBN 3-7007-0339-2.